# Kloster Liebenau
Das Kloster Liebenau war ein Dominikanerinnenkloster, das ursprünglich vor den Toren von Worms lag, im heutigen Stadtteil Worms-Neuhausen.

## Lage

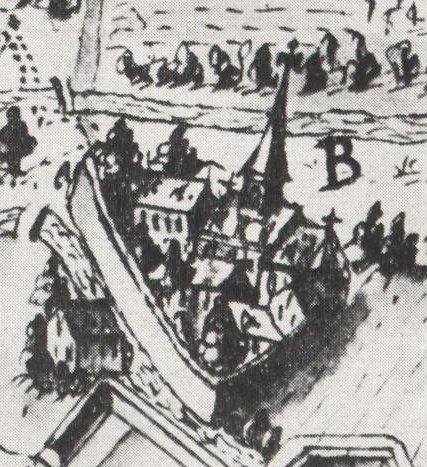
Das Kloster Liebenau um 1620, Zeichnung im Stadtarchiv Worms (vermutlich einzige erhaltene Darstellung)

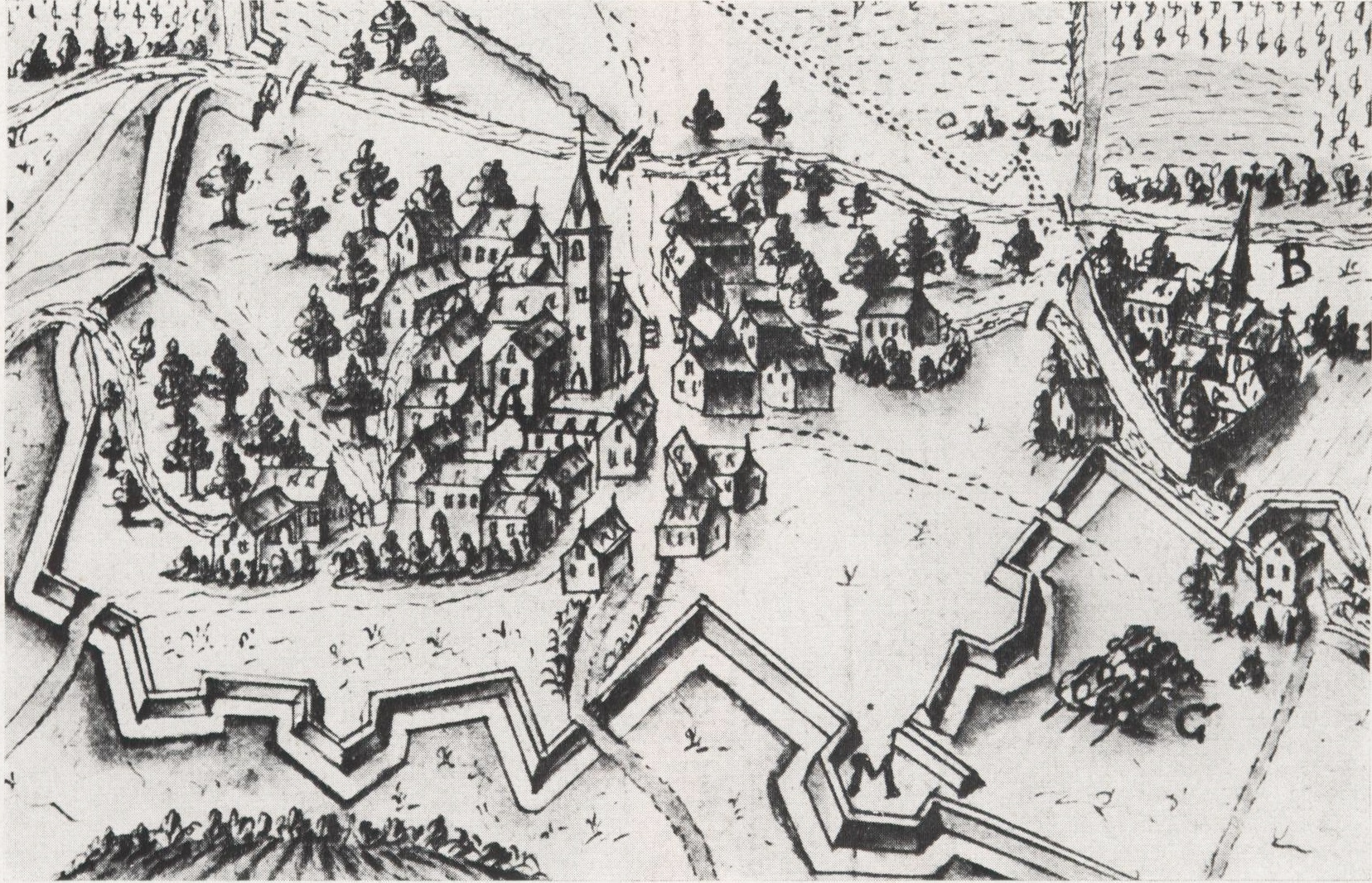
Das Cyriakusstift Neuhausen (mittig mit "A") und rechts davon Kloster Liebenau ("B")

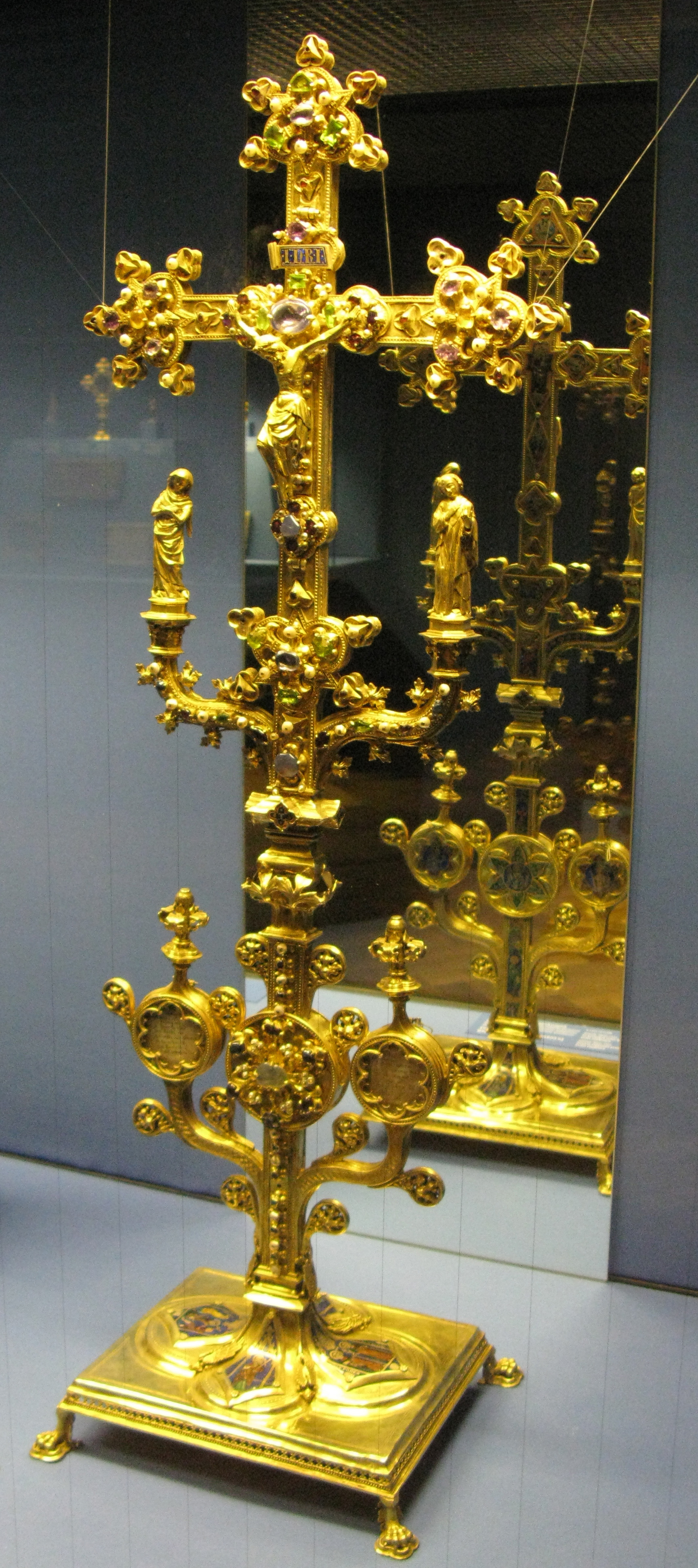
Erstes Liebenauer Kreuz im Augustinermuseum in Freiburg

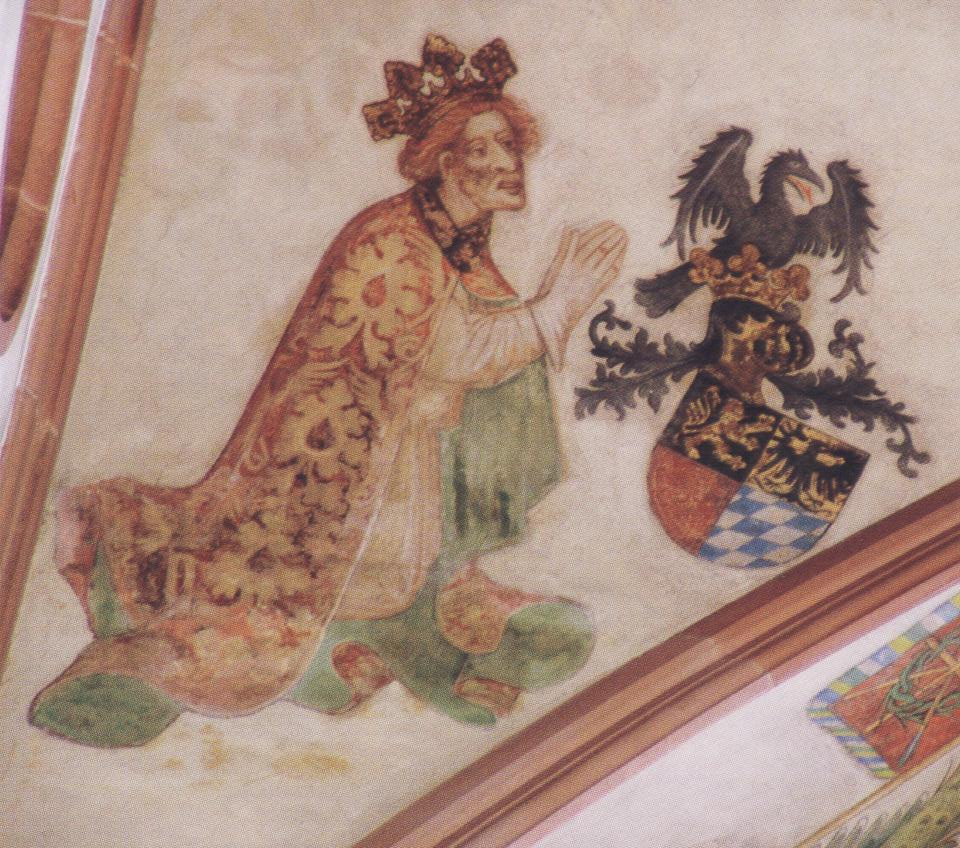
König Ruprecht wuchs bei seiner Großmutter Irmengard von Oettingen im Kloster Liebenau auf

Kloster Liebenau befand sich im Westen der Neuhäuser Gemarkung, gegen Hochheim zu, am Pfrimmübergang, im Bereich der heutigen Von-Steuben-Straße. Dort gibt es auch eine Engelmann- und eine Holderbaumstraße, die beide an die Klosterstifter bzw. deren Familien erinnern.

## Geschichte
Das Kloster Liebenau steht im engen Zusammenhang zum nahegelegenen, ebenfalls untergegangenen  St. Cyriakusstift in Worms-Neuhausen.
Das Cyriakusstift Neuhausen hat ein sehr hohes Alter und soll ein fränkischer Königshof gewesen sein, der von König Dagobert I. um 630 in eine Kirche des Hl. Dionysius umgewandelt wurde. Bischof Samuel von Worms (841–856), auch Abt im Reichskloster Lorsch, erwarb aus Rom die Reliquien des Hl. Cyriakus, einem der hochverehrten 14 Nothelfer und verbrachte sie in die Neuhauser Kirche, die schon bald den neuen Heiligen zum Patron erhielt und mit einem Kollegiatstift verbunden wurde. Dadurch avancierte sie zu einem Wallfahrtszentrum.
Kaiser Heinrich V., der das Stift 1111 besuchte, ließ in der Nähe eine Burg erbauen, die 1124 zerstört wurde.
Diese Burganlage mit polygonaler Schildmauer, befand sich nur wenig westlich des Stiftes Neuhausen, auf einer Halbinsel, gebildet von dem Flüsschen Pfrimm und dem dortigen Mühlbach. Sie führte auch den harmlosen Namen „Taubenhaus“ und wurde 1288, in einer Fehde zwischen Geistlichkeit und Stadt, endgültig zur Ruine. Der Wormser Bürger Konrad Holderbaum erwarb das Areal und über dessen Sohn Johannes Holderbaum gelangte es an seine Verwandten Jacob Engelmann und Lieba geb. Holderbaum. Letztere war vermutlich die Schwester von Johannes Holderbaum.
Die Eheleute Jacob und Lieba Engelmann stifteten 1299, unter der Bedingung dort beigesetzt zu werden, an diesem Platz ein Nonnenkloster. Der Name „Liebenau“ leitete sich nach Johann Friedrich Schannat, in „Historia episcopatus Wormatiensis“, 1734 (Seite 171), vom Vornamen der Stifterin „Lieba“ ab. Der Wormser Bischof Eberwin von Cronberg († 1303) legte im Jahre 1300 den Grundstein und sorgte auch für die Fertigstellung nach dem Tod des Gründers. Die Pfarrei Einselthum gehörte zu dem Kloster. Zu Beginn des 16. Jahrhunderts hatte das Kloster Besitzungen in Osthofen, Pfeddersheim, Alsheim, Einselthum, Westhofen, Gundersheim, Blödesheim, Eich, Hochheim, Leiselheim und Pfiffligheim.
1327, im Todesjahr ihres Gatten Adolf von der Pfalz zog sich seine Frau, Pfalzgräfin Irmengard von Oettingen mit ihren Kindern in das noch junge Kloster Liebenau zurück. Zunächst wohnte sie nur als Gast im Konvent, um 1344 trat sie dort als Dominikanerin ein und lebte hier als Nonne bis zu ihrem Tode 1389 (diverse Quellen nennen auch das Jahr 1399). Schon 1344 erwarben die Liebenauer Ordensfrauen „mit dem eingebrachten Vermögen ihrer Mit- und Chorschwester Irmegard, der Witwe des Pfalzgrafen Adolf“, von der Abtei Neuweiler im Elsass Patronatsrecht und Zehnt der Martinskirche zu Einselthum sowie dortselbst den Klosterhof und das sogenannte Steinerne Haus, ebenso Gutsbesitz in Rüssingen. In Liebenau stiftete Irmengard am 1. Dezember 1381 eine täglich zu singende Hl. Messe, die sogenannte Konventsmesse.
Pfalzgräfin Irmengard wurde nach ihrem Tode im Kloster Liebenau beigesetzt. Der Historiker Johann Friedrich Schannat hat in seiner
„Historia episcopatus Wormatiensis“ (Seite 172) die inzwischen nicht mehr existente Grabinschrift überliefert. In ihr ist vermerkt, dass die Fürstin 40 Jahre lang als Ordensschwester lebte.
Irmengards Bruder Ludwig starb 1346 bei einer Wallfahrt ins Heilige Land. Er verfügte testamentarisch die Schenkung eines prächtigen Reliquienkreuzes an das Kloster Liebenau, das laut Inschrift im Auftrage des Vaters gefertigt wurde. Die Goldschmiedearbeit mit transluzidem Email kam auf Umwegen nach Freiburg im Breisgau und gehört zu den Exponaten des dortigen Augustinermuseums (Inv. Nr. 12126). Dort befindet sich auch noch ein zweites Kreuz aus Kloster Liebenau, das um 1440 in den südlichen Niederlanden gefertigt wurde (Inv. Nr. 12125).
Hier im Kloster Liebenau hielt sich zeitweise auch Irmengards Schwiegertochter Beatrix von Sizilien-Aragon bei ihr auf. Der Dominikanerchronist Johannes Meyer (1422–1482) berichtet, dass Pfalzgräfin Beatrix in Liebenau ihren Sohn Ruprecht gebar und dieser dort bis zum 7. Lebensjahr von der Großmutter Irmengard von Oettingen erzogen wurde. Johann Friedrich Schannat belegt zudem im Kloster Liebenau die Grabstätte dessen 1358 als Kind verstorbenen Bruders Adolf; er dürfte demnach ebenfalls dort gelebt haben.
Seit ca. 1445 lebte als Laienschwester in Liebenau auch Prinzessin Margarete von der Pfalz, eine behinderte Tochter von Kurfürst Ludwig III. Sie starb am 23. November 1466 und soll von großer Frömmigkeit gewesen sein. Ihre Cousinen Barbara von Pfalz-Mosbach (1444–1486) und Dorothea von Pfalz-Mosbach (1439–1482), Töchter von Pfalzgraf Otto I., waren ebenfalls Dominikanerinnen in Liebenau, Prinzessin Dorothea amtierte zeitweise sogar als Priorin des Konvents.
Durch den Aufenthalt der Pfalzgräfin Irmengard und ihrer fürstlichen Familienangehörigen in Liebenau erfreute sich das Kloster der ganz besonderen Gunst und Zuneigung des kurpfälzischen Herrscherhauses. Deshalb traten viele adelige Frauen aber auch vornehme Bürgerstöchter der Umgebung dort als Schwestern ein.
Neben der Pfalzgräfin waren dies u. a. Gräfin Irmengard von Nassau, geborene Prinzessin von Hohenlohe-Weikersheim. Sie war die Cousine (mütterlicherseits) von Pfalzgräfin Irmengard von Öttingen und Witwe von Graf Gerlach I. (Nassau), dem Cousin des verstorbenen Pfalzgrafen Adolf. Irmengard von Nassau starb zu Liebenau, im Januar 1371; im Ruf der Heiligkeit, wie der Historische Verein für Hessen festhält.  Ebenso weilten dort Margarethe von Württemberg († 1479), eine Tochter des Grafen Ulrich V., und Margarethe von Hanau-Münzenberg († 1503), die ebenfalls von den Pfälzer Wittelsbachern abstammte, da ihre Großmutter Margarethe von Pfalz-Mosbach die Schwester der vorgenannten Liebenauer Nonnen Dorothea von Pfalz-Mosbach und Barbara von Pfalz-Mosbach war.
Seit 1392 lebte außerdem Else von Stromberg, eine illegitime Tochter von Kurfürst Ruprecht II., als Nonne im Kloster Liebenau.
Im Auftrag Kurfürst Ludwig III. erneuerte der Dominikaner Petrus von Gengenbach um 1430 das klösterliche Leben in Liebenau. Er brachte Nonnen aus Colmar mit und führte den Konvent zurück unter die strenge Observanz. Mehrere hochadelige Schwestern verließen daraufhin Liebenau, während andere, meist aus dem Umfeld des pfalzgräflichen Hauses, dort eintraten. Petrus von Gengenbach starb am 16. Januar 1452 und wurde im Kloster Liebenau begraben. Auch von ihm überliefert Johann Friedrich Schannat in seiner Historia episcopatus Wormatiensis die Grabinschrift, in der er als „Augsburger Dominikaner und Reformator des Klosters“ bezeichnet wird. 1479 verstarb hier die Dominikanerin, Prinzessin Margarete von Württemberg, Tochter Herzogs Ulrich V.

## Liste der Priorinnen
Als Priorinnen sind bekannt:
| Priorin                       | erwähnt                          | Anmerkung          |
| ----------------------------- | -------------------------------- | ------------------ |
| Katharine                     | 1355                             |                    |
| Margarethe                    | 1370                             |                    |
| Mechte von Bechtoldsheim      | 1381                             |                    |
| Agnes von Schmidtburg         | 1391                             |                    |
| Agnes Scheulern               | 1393                             |                    |
| Schenkin Elisabeth von Erbach | 1428                             |                    |
| Katharine von Rüdesheim       | 1428                             |                    |
| Dorothee Beyerin von Boppard  | 1474                             |                    |
| Dorothea von Pfalz-Mosbach    | 1484?                            | * 1439; † 1482     |
| Barbara Golthus               | 1485                             | † 1502             |
| Noppurga von Bettendorf       | 1500                             |                    |
| Ursula von Westerstetten      | 1515–1529                        | † 8. Dezember 1535 |
| Anna von Seckendorff          | Priorin bei der Vertreibung 1565 |                    |

## Aufhebung
Im Zuge der Reformation versuchte Pfalzgraf Friedrich III. in den Jahren 1561 bis 1563 dreimal Kloster Liebenau zwangsweise aufzuheben, wogegen die Schwestern stets Widerstand leisteten. Schon 1560 hatten sie sich über die massive Störung ihrer Religionsausübung seitens der Protestanten beim Kaiser beklagt, worauf dieser verfügte, dass wenigstens ein katholischer Beichtvater freien Zugang zu den Nonnen haben müsse und den Pfalzgrafen in einem Schreiben entsprechend anwies.
Nach dem gescheiterten Aufhebungsversuch von 1561 ließ Pfalzgraf Friedrich III. im Mai 1562 seinen Beamten die Weisung zukommen, sie sollten sich in die Klöster Himmelskron und Liebenau begeben und den Nonnen seine gnädigen Gesinnungen eröffnen, wonach er, als ihr Landesvater, sehnlichst wünsche, dass „sie, als folgsame Kinder, sich seinem Willen fügen und sich in dem reinen göttlichen Worte unterrichten lassen“; die bisherigen Metten, sowie andere lateinische Gesänge, sollten von nun an unterbleiben. Die Gesandten taten wie ihnen befohlen, aber die Priorinnen beider Klöster blieben mit ihren Schwestern standhaft. Sie ließen die Kommissionäre nur bis an das Sprachgitter, von wo sie danach, wie es ausdrücklich heißt, „mit Schimpf“ abziehen mussten.

Beim dritten Auflösungsversuch am 16. März 1563 empfing die Priorin die kurfürstliche Kommission nach Gewaltandrohungen in einer Stube des Klosters, wo alle Konventualen, nämlich 13 Nonnen und 9 Laienschwestern in ihrer Ordenskleidung versammelt waren. Die Staatsdiener fertigten davon folgendes Protokoll:

„Wir überreichten des Churfürsten Schreiben und setzten dann dessen Begehren auseinander, worauf die Priorin sich standhaft und freimüthig also erklärte: Sie seye von ihren Aeltern schon in ihrer Jugend zum Kloster bestimmt gewesen und in dasselbe gekommen; sie werde daher ihren Glauben, in dem sie unterrichtet seye, niemals verläugnen, noch viel weniger die Ordenskleidung ablegen, indem sie ja, nebst ihren Untergebenen, die Klostermauern nie verlassen hätten und also mit ihrer Kleidung niemanden einen Anstoß geben könnten; ihr Singen und Lesen, fuhr sie fort, überhaupt ihre ganze Regel erkenne sie für eine löbliche, christliche Ordnung; einen Prädicanten könnten sie nicht annehmen und wenn einer aufgestellt werden sollte, so würden sie denselben aus dem Grunde doch nicht hören, weil sie sich in die mancherlei Glauben, welche zur Zeit verkündiget würden, nicht richten könnten. Die Priorin ließ sich durch unsere Einreden nicht abwendig machen und sagte endlich, wir sollten doch alle ihre Conventualinnen um ihre Meinung befragen, damit wir ja nicht glauben möchten, sie habe dieselben aufgestiftet; worauf sie alle einmüthig erklärten, sie würden von ihrem Glauben nie weichen und bäten den Churfürsten, sie bei demselben zu lassen.“

Die endgültige Inbesitznahme gelang dem Herrscher erst 1570; die Dominikanerinnen wurden 1565 vertrieben und siedelten mit ihrer letzten Priorin Anna von Seckendorff in das Kloster St. Katharina Adelhausen bei Freiburg im Breisgau über. Zuvor hatte Kurfürst Friedrich III. die Schwestern mit einem persönlichen Gewaltauftritt in Liebenau eingeschüchtert, bei dem er ein Gemälde der Kreuzigung eigenhändig mit der Faust durchschlug. Vergeblich hatte Anna von Seckendorff den Pfälzer Kurfürsten auf dem Reichstag zu Augsburg 1566 verklagt, um das Kloster noch zu retten. Der Grund- und Güterbesitz fiel an die kurpfälzische Geistliche Güteradministration in Heidelberg, welche die Konventsgebäude verpachtete. 1730 erwarb der Wormser Bischof Franz Ludwig von Pfalz-Neuburg die Gebäude und Grundstücke für die Stiftung Hospital Neuhausen zu Horchheim. Durch Umbauten und Zerstörungen in späteren Jahren ist von dem Gebäudekomplex nichts mehr erhalten.

## Besonderes
Pfalzgräfin Margarethe von Savoyen hatte am Hof eine „Zwergin“ namens Katharine, die man nach dem 1470 erfolgten Ableben der Fürstin bei den Schwestern im Kloster Liebenau unterbrachte und dort versorgen ließ.
Nach Angaben von Johann Friedrich Schannat („Historia episcopatus Wormatiensis“, Seite 172) lag in Liebenau der 3-jährige Prinz Adolf, Sohn von Kurfürst Ruprecht II. begraben. Laut Epitaph starb er am Fest der Apostel Philipp und Jakobus, im Jahre 1358.
Die in Worms-Hochheim erhaltene, heutige (römisch-katholische) Pfarrkirche St. Maria Himmelskron gehörte nicht zum Kloster Liebenau, sondern zum benachbarten Dominikanerinnenkloster Himmelskron.
Im 19. und 20. Jahrhundert befand sich auf dem Gelände des ehemaligen Klosters Liebenau, das nach diesem benannte „Heyl’sche Lederwerk Liebenau“, eine Lederfabrik. Der geschichtsinteressierte Firmeninhaber Ludwig Freiherr von Heyl ließ 1929 auf dem Areal Ausgrabungen vornehmen die eingehend dokumentiert sind.

## Liebenauer Hof
In Osthofen (Ludwig-Schwamb-Str. 22) existiert bis heute das Weingut „Liebenauer Hof“, einer der ältesten Weinbaubetriebe in der Region. Es gehörte einst dem Stifterehepaar des Klosters Liebenau und wurde diesem laut Urkunde vom 2. April 1309 geschenkt. Als Schenkgeber fungierten Johannes Holderbaum – wohl ein Bruder der Liebenauer Klosterstifterin – und seine Ehefrau Mechthild von Hirschberg.